# Prokoško jezero
Prokoško jezero nalazi se na planini Vranici na 1636 metara nadmorske visine i najviše je, a s dubinom od 13 metara i najdublje jezero u Bosni i Hercegovini. Do jezera se dolazi iz Fojnice, putem dužine 21 kilometar, uglavnom makadamskim.
Kotlina u kojoj se nalazi jezero poligenetska je, polifazna i polimorfna tektonski predisponirana tvorevina.  Od kraja pleistocena kada se u njoj akumulirala jezerska voda izmijenjena je utjecajem krških, gravitacijskih i vodotočnih procesa. Jezero vodu dobiva od površinskih i podzemnih tokova.
Na širem prostoru mogu se naći endemične vrste flore i faune. U jezeru je još uvijek ostao endemični primjerak vodozemca tritona (Triturus alpestris reiseri).
Područje je 1954. bilo zaštićeno kao regionalni park prirode, a od 2005. godine postrožena je zaštita kao spomenik prirode – III. Duž puta su postavljeni putokazi. Ulaz se naplaćuje. Oko jezera je oko 250 nelegalno izgrađenih vikendica u kojima se pružaju ugostiteljske usluge.
Od morfoloških raznolikosti mogu se izdvojiti vrhovi Debelo brdo, Glavica, Ćoso, Tikva, Treskavica, Zelena gromila, Stražica, Runjvica, Vratolom i Krstac.

## Vanjske poveznice
|  | Zajednički poslužitelj ima još gradiva o temi Prokoško jezero |

- Dinarsko gorje
- Prokoško jezero - Autor: pscitovo57